# (37573) Enricocaruso
(37573) Enricocaruso ist ein Asteroid des inneren Hauptgürtels, der vom deutschen Astronomen Freimut Börngen am 23. Oktober 1989 an der Thüringer Landessternwarte Tautenburg (IAU-Code 033) entdeckt wurde.
Der Asteroid gehört zur Nysa-Gruppe, einer nach (44) Nysa benannten Gruppe von Asteroiden (auch Hertha-Familie genannt, nach (135) Hertha).
Die Bahn von (37573) Enricocaruso wurde 2002 gesichert, so dass eine Nummerierung vergeben werden konnte. Der Asteroid wurde auf Vorschlag von Freimut Börngen am 6. Januar 2003 nach dem italienischen Opernsänger Enrico Caruso (1873–1921) benannt. Caruso war der berühmteste Tenor der ersten Hälfte des 20. Jahrhunderts und gilt als einer der bedeutendsten Figuren der Opernwelt. Am 16. Dezember 2013 wurde auch ein Einschlagkrater auf der südlichen Hemisphäre des Planeten Merkur nach Enrico Caruso benannt: Merkurkrater Caruso.